# Mary Island (Alaska Panhandle)

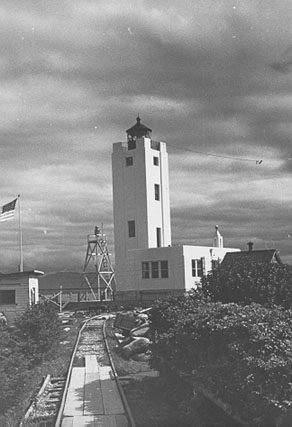
De vuurtoren in 1937

Mary Island is een eiland in de Alexanderarchipel in de Alaska Panhandle in het zuidoosten van Alaska in de Verenigde Staten. Het eiland is onderdeel van de eilandengroep van de Gravina Islands.

## Geografie
Het eiland ligt in het westen van het Revillagigedo Channel waar de Felice Strait uitmondt. Ten oosten van het Revillagigedo Channel ligt het vasteland van Alaska (onder andere met de Peninsula Ridge), ten zuiden ligt het Duke Island en in het westen Annette Island.

## Vuurtoren
Op het eiland staat de vuurtoren Mary Island Light die in 1903 werd geopend. Het was een van een serie bemande vuurtorens die door de Amerikaanse overheid werden opgericht om schepen door de verraderlijke wateren van de Inside Passage in Zuidoost-Alaska te loodsen. In 1937 werd de oorspronkelijke houten toren vervangen door een betonnen vuurtoren en een mistsignaalgebouw. Achter de vuurtoren stonden twee vuurtorenwachtershuizen waarin de vuurtorenwachters van de kustwacht waren gehuisvest. Een van de huizen brandde in 1965(?) af; het andere huis werd verplaatst van het eiland naar het nabijgelegen Ketchikan. In 1969 werd het station geautomatiseerd en werd het radiobaken verwijderd. Er staan geen andere gebouwen en structuren op het station, behalve een buitentoilet. Eigenlijk werd de noordelijke van de twee vuurtorenwachterswoningen in 1964 verplaatst. De zuidelijke woning werd gebruikt door de bemanning van 4 man totdat het station in 1969 werd ontmanteld, en in 1970 werd de woning verplaatst. In 2005 werd het op de National Register of Historic Places geplaatst als Mary Island Light Station.